# Không gian mẫu
Trong lý thuyết xác suất, không gian mẫu hay không gian mẫu toàn thể, thường được ký hiệu là S, Ω hay U (tức "universal set"), của một thí nghiệm hay của một phép thử ngẫu nhiên là tập hợp của tất cả các kết quả ĐỒNG KHẢ NĂNG có thể xảy ra. Ví dụ, trong thí nghiệm tung một đồng xu, không gian mẫu của thí nghiệm đó là tập hợp {ngửa, sấp}. Còn đối với thí nghiệm tung một con xúc xắc  có sáu mặt thì, không gian mẫu là tập {1, 2, 3, 4, 5, 6}. Bất kì tập hợp con nào của không gian mẫu đều thường được gọi là một biến cố, khi tập con của không gian mẫu chỉ chứa một phần tử thì được gọi là biến cố cơ bản. Mỗi phần tử của không gian mẫu được gọi là một mẫu.
Đối với một số thí nghiệm, có thể có hai hoặc nhiều hơn không gian mẫu. Ví dụ, khi rút một quân bài từ một bộ bài thường, có 52 cây, một khả năng cho không gian mẫu có thể là hạng của quân bài (từ quân Xì tới quân Già), trong khi khả năng kia có thể là hoa của quân bài (chuồn, rô, cơ, bích). Một sự thể hiện hoàn chỉnh về kết quả, tuy nhiên, phải xác định được cả thứ hạng và hoa của lá bài, và một không gian mẫu mô tả cụ thể từng lá bài có thể được xây dựng bằng tích Descartes của hai không gian đã nêu trên.
Không gian mẫu có vẻ như là một cách tiếp cận xác suất rất tự nhiên (tức là ngay từ khi nghiên cứu xác suất người ta đã đưa ra khái niệm này rồi), nhưng nó là thành phần quan trọng trong không gian xác suất (một khái niệm của xác suất hiện đại). Một không gian xác suất (Ω, F, P) kết hợp chặt chẽ giữa một không gian mẫu kết quả, Ω, định nghĩa cho một tập biến cố theo sở thích, σ-đại số F, mà theo đó, đơn vị đo xác suất P được định nghĩa.